# GOLDEN☆BEST 野口五郎
『GOLDEN☆BEST 野口五郎』（ゴールデン☆ベスト のぐちごろう）は、野口五郎のベスト・アルバム。2003年11月26日発売。発売元はユニバーサルミュージック。

## 解説
各レコード会社から発売されているゴールデン☆ベストシリーズの中の1枚。
新御三家と呼ばれていた1970年代の曲を主に収録した廉価盤ベスト。

## 収録曲
特記以外作曲・編曲:筒美京平
1. 青いリンゴ　（2:48）
  - 作詞:橋本淳 編曲:高田弘
2. オレンジの雨　（2:38）
  - 作詞:吉田栄子・大日方俊子 編曲:高田弘
  - 初のオリコンベストテン入り曲
3. 君が美しすぎて　（3:46）
  - 作詞:千家和也 作曲・編曲:馬飼野俊一
  - 第24回NHK紅白歌合戦出場曲
4. 愛さずにいられない　（3:17）
  - 作詞:阿久悠 作曲・編曲:馬飼野俊一
5. 告白　（3:31）
  - 作詞:千家和也 作曲・編曲:馬飼野俊一
6. 愛ふたたび　（3:11）
  - 作詞:山上路夫 作曲:佐藤寛 編曲:高田弘
7. 甘い生活　（3:26）
  - 作詞:山上路夫
  - 初のオリコン第1位獲得曲
  - 第16回日本レコード大賞作曲賞受賞曲
  - 第25回NHK紅白歌合戦出場曲。
    - 対戦相手は、第23回の初出場時に続き2回目の南沙織（「夏の感情」1974年6月21日）。筒美京平楽曲同士の対決となった。
8. 私鉄沿線　（3:29）
  - 作詞:山上路夫 作曲:佐藤寛
  - 第26回NHK紅白歌合戦出場曲
  - 第8回日本有線大賞受賞曲
  - 第17回日本レコード大賞歌唱賞受賞曲
  - 第6回日本歌謡大賞放送音楽賞受賞曲
  - NHKが2005年に実施した「スキウタ〜紅白みんなでアンケート〜」では、白組の第98位にランクインした。
9. 哀しみの終るとき　（3:31）
  - 作詞:山上路夫
10. 夕立ちのあとで　（3:38）
  - 作詞:山上路夫
11. 美しい愛のかけら　（3:37）
  - 作詞:山上路夫 作曲:佐藤寛 編曲:東海林修
12. きらめき　（3:54）
  - 作詞:山上路夫
  - 第2回日本テレビ音楽祭グランプリ受賞曲
13. 針葉樹　（3:44）
  - 作詞:麻生香太郎
  - 第27回NHK紅白歌合戦出場曲
  - 第18回日本レコード大賞歌唱賞受賞曲
  - 第7回日本歌謡大賞放送音楽賞受賞曲
14. むさし野詩人　（4:03）
  - 作詞:松本隆 作曲:佐藤寛
  - 第9回日本有線大賞有線功労賞受賞曲
15. 季節風　（3:36）
  - 作詞:有馬三恵子
16. 風の駅　（4:19）
  - 作詞:喜多条忠
  - 第28回NHK紅白歌合戦出場曲
  - 第8回日本歌謡大賞放送音楽賞受賞曲
17. グッド・ラック　（3:16）
  - 作詞:山川啓介 編曲:高田弘
  - 第29回NHK紅白歌合戦出場曲
  - 第20回日本レコード大賞金賞受賞曲
  - 第9回日本歌謡大賞放送音楽賞受賞曲
18. 真夏の夜の夢　（4:39）
  - 作詞:阿久悠
19. 19:00の街　（3:42）
  - 作詞:伊藤薫 編曲:川村栄二
  - 第34回NHK紅白歌合戦出場曲

## 関連人物
- 西城秀樹
- 郷ひろみ
  - 上記2人は、野口と共に新御三家として